# Mikhail Naimy
Mikhail Naimy, född 22 november 1889 i Baskinta i Libanon, död 28 februari 1988 i Beirut, var en libanesisk poet, författare och filosof, känd för sina andliga skrifter, särskilt The Book of Mirdad. Han är allmänt erkänd som en av de viktigaste författarna i modern arabisk litteratur.
Naimy föddes i en grekisk-ortodox familj och utbildades vid skolor i Libanon, Palestina och Ryssland innan han utvandrade till USA 1911. Efter examen i juridik vid Washington State University flyttade han till New York och arbetade som journalist och litteraturkritiker for arabiska publikationer där.
År 1920 gick han samman med Khalil Gibran och åtta andra emigrantförfattare för att bilda en rörelse för den arabiska litteraturens förnyelse, Arrabitah (Pennklubben). Gibran var dess ordförande och Naimy dess sekreterare. 
1932 återvände Naimy till sin hemby Baskinta i Libanon, där han bodde resten av sitt liv. Han dog 1988 vid 98 års ålder.
Naimy skrev totalt 99 böcker och är en viktig litterär personlighet i Libanon och Mellanöstern. Hans huvudverk är The Book of Mirdad, publicerad på engelska 1948. Han har också skrivit en biografi om Khalil Gibran.